# Raudidewal
Raudidewal (nep. रोडीदेवल) – gaun wikas samiti w zachodniej części Nepalu w strefie Mahakali w dystrykcie Baitadi. Według nepalskiego spisu powszechnego z 2011 roku liczył on 734 gospodarstwa domowe i 3554 mieszkańców (2021 kobiet i 1533 mężczyzn).